# تریومف اکولایم
تریومف اکولایم (Triumph Acclaim) خودرویی است که در سال‌های ۱۹۸۱–۱۹۸۴۱۳۳،۶۲۶ madeتولید شده‌است. 
موتور آن ۱۳۳۵ سی‌سی سیستم جعبه‌دندهٔ آن ۳ دنده به دو صورت خودکار و دستی است.